# 音子神社
音子神社（おんごじんじゃ）は、新潟県長岡市（栃尾地域）上樫出にある神社。
神社には鳥居が無く、神社横の沼に住む大蛇（または龍）によって数度に渡り鳥居が破壊されたために作られなくなったという言い伝えがある。「音子」が御子の意味に通じることから現在は子授けの神となっている。

## 珍棒地蔵
珍棒地蔵（ちょんぼじぞう）は、音子神社に祭られた道祖神であり、子孫繁栄や五穀豊穣を願って毎年8月の第4日曜日にある祭りにおいて作られる。地蔵の起源は江戸時代の天保年間にあるとされ、現代まで脈々と受け継がれている。地蔵の材料はもともとは神社の裏の池からさらった泥だったが、現在は前の年に作った地蔵の土を再利用している。